# Ipomoea lutea
Ipomoea lutea är en vindeväxtart som beskrevs av William Botting Hemsley. Ipomoea lutea ingår i släktet praktvindor, och familjen vindeväxter. Inga underarter finns listade i Catalogue of Life.